# Karl Helbling
Karl Helbling (* 3. Februar 1708 in Rapperswil; † 2. März 1746 in St. Gallen) war von 1745 bis 1746 Bibliothekar des Klosters St. Gallen.

## Leben und Wirken
Helbling kam am 12. April 1720 nach St. Gallen. Seine Profess legte er am 1. November 1725 ab. Am 11. Juni 1729 wurde er Subdiakon und am 23. September 1730 Diakon. Priester wurde er am 20. September 1732. Zunächst wirkte er als Professor der Philosophie und Theologie, ehe er am 30. April 1740 Münsterpfarrer in St. Gallen wurde; ein Amt, das er zuvor provisorisch übernommen hatte. Jedoch bereits am 8. November 1741 kam er als Pfarrer nach Rorschach. Wegen schlechter Gesundheit, die sich in immer wieder auftretenden Krankheitsphasen äusserte, musste er jedoch bereits zwei Jahre später nach St. Gallen zurückkehren. Dort war er Musiklehrer und später Brüderinspektor, ehe er Bibliothekar wurde. Während dieses Amtes verstarb er jedoch bald an einer Krankheit im Alter von 38 Jahren.
Aufgrund seiner häufig wiederkehrenden Krankheit konnte Helbling keiner Tätigkeit lange nachgehen. In seinem Tagebuch beschreibt ihn Abt Cölestin allerdings als in allen Tätigkeiten, die er ausübte, fähigen Mann und beklagt seinen Tod.